# Іспанська акторка для російського міністра
«Іспанська акторка для російського міністра» — радянсько-іспанський художній фільм 1990 року.

## Сюжет
Радянський вчитель фізкультури відправляється в турпоїздку на батьківщину свого батька в Іспанію. Потрапивши на бенкет, він знайомиться з іспанською акторкою. Нові друзі жартома представляють його російським міністром кіно.

## У ролях
- Вікторія Вера —  Анхела
- Сергій Газаров —  Михайло Альбертович
- Армен Джигарханян —  Павло Матвійович
- Борислав Брондуков —  Веремій
- Григорій Лямпе —  режисер
- Борис Сморчков —  Вася
- Ігор Слободськой — епізод
- Сергій Никоненко —  Чапаєв
- Наталія Фатєєва —  камео
- Олексій Ванін —  член комісії
- Олександр Берда — Толя
- Олександр Панкратов-Чорний — голова кооперативу
- Херман Кобос — «Продюсер»
- Марія Луїза Понте — хазяйка будинку
- Валентина Тализіна — вчителька-туристка
- Іслам Казієв — вчитель-турист
- Олександр Бородянський — вчитель-турист
- Олександр Александров — епізод
- Олександр Мильников — епізод
- Ольга Толстецька — сусідка
- Олександр Числов — епізод
- Майя Булгакова — сусідка
- Юрій Волков — генерал
- Олександр Милокостий — епізод
- Арсен Амаспюрянц — епізод
- Наталія Коломіна — епізод
- Бахром Акрамов — епізод
- Микола Гнисюк — епізод
- Денис Аларкон-Рамірес — епізод
- Маріанна Кузнецова — сусідка
- Ніна Тер-Осипян — сусідка
- Валерій Надоленко — епізод

## Знімальна група
- Автор сценарію: Себастьян Аларкон, Олександр Адабаш'ян
- Режисер: Себастьян Аларкон
- Оператор:  Михайло Агранович
- Художник: Себастьян Аларкон
- Художник по костюмах:  Наталя Дзюбенко
- Композитор: Раймундо Амадор